# NGC 1229
NGC 1229 est une lointaine et vaste galaxie spirale barrée située dans la constellation de l'Éridan. Elle a été découverte par l'astronome américain Francis Leavenworth en 1886.

## Caractéristiques
Sa vitesse par rapport au fond diffus cosmologique est de 10 723 ± 24 km/s, ce qui correspond à une distance de Hubble de 158 ± 11 Mpc (∼515 millions d'al).
En raison d'une brillance de surface égale à 14,35 mag/am2, on peut qualifier NGC 1229 de galaxie à faible brillance de surface (LSB en anglais pour low surface brightness). Les galaxies LSB sont des galaxies diffuses (D) avec une brillance de surface inférieure de moins d'une magnitude à celle du ciel nocturne ambiant.
La classe de luminosité de NGC 1229 est II et elle présente une large raie HI. NGC 1229 est aussi une galaxie active de type Seyfert 2.

## Arp 332

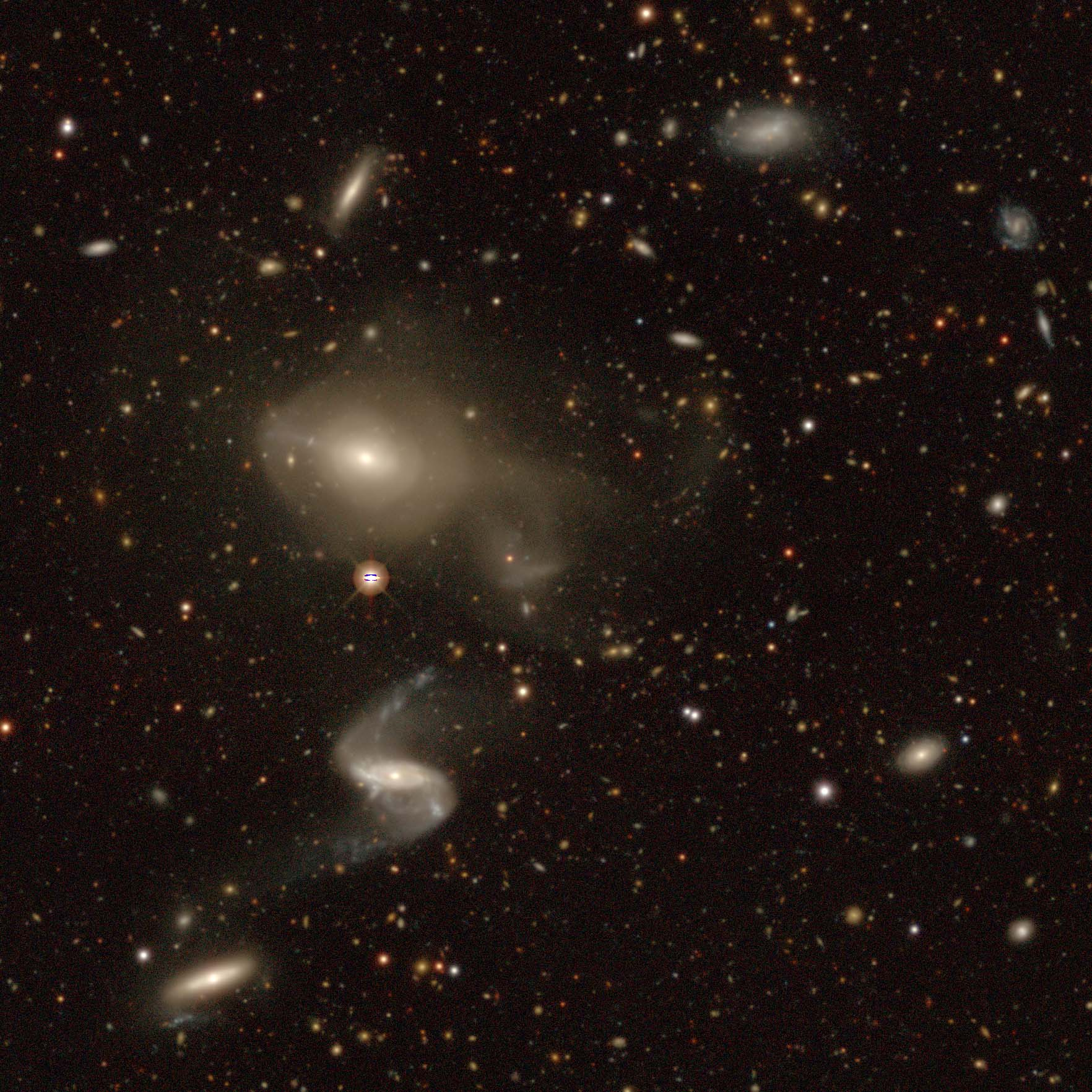
La chaîne de galaixes Arp 332 par le projet « Legacy Surveys DR10 ». De bas en haut, NGC 1230, NGC 1229 et NGC 1228.

Avec les galaxies NGC 1228, NGC 1230 et IC 1892, la galaxie NGC 1229 forme une chaine de galaxies qui figure dans l'atlas de Halton Arp sous la cote Arp 332.